# Mirosław Zawadzki
Mirosław Zawadzki (ur. 14 czerwca 1930 w Żabeczniku/Zabeczniku w gminie Czaruków, zm. 6 października 2021 w Warszawie) – polski chemik, poseł na Sejm PRL IV kadencji.

## Życiorys
Był synem Franciszka i Zofii. Ukończył Politechnikę Szczecińską jako inżynier chemik. Pracę rozpoczął w Zakładach Azotowych w Kędzierzynie na stanowisku starszego inżyniera i kierownika oddziału produkcyjnego. Od 1961 pracował w Mazowieckich Zakładach Rafineryjnych i Petrochemicznych w Płocku, gdzie był kierownikiem oddziału pirolizy benzyn, a następnie oddziału butadienu. 

### Działalność polityczna
Należał do Organizacji Młodzieży Towarzystwa Uniwersytetu Robotniczego i Związku Młodzieży Polskiej, w 1956 wstąpił do Polskiej Zjednoczonej Partii Robotniczej. Był też przewodniczącym rady robotniczej w MZRiP. Po wyborach w 1965 został posłem na Sejm PRL IV kadencji z okręgu Płock. Należał do Klubu Poselskiego PZPR i był członkiem Komisji Przemysłu Ciężkiego, Chemicznego i Górnictwa.
Odznaczony Srebrną Odznaką „Za zasługi dla województwa warszawskiego”.

### Współpraca z MSW
W latach 1964–1972 był wykorzystywany jako kontakt operacyjny Ministerstwa Spraw Wewnętrznych.